# Апатія (філософія)
Апатія (грец. ἀπάθεια) — філософське поняття, яке поруч із іншими подібними етичними категоріями дістало розвиток у філософії стоїків, у яких воно означало позитивний ідеал спокійного, врівноваженого життя, вільного від емоцій і пристрастей. 
Цей термін знайшов продовження в сучасному медичному понятті апатія, де він описує психологічне захворювання. На відміну від сучасного значення в старогрецькому розумінні апатія означала те, до чого людина повинна прагнути. 
Скептики віддавали перевагу терміну атараксія.